# Pickaback 5
Pickaback 5 – amerykański satelita technologiczny wyniesiony jako ładunek dodatkowy z misją satelity wywiadowczego KH 7-24.

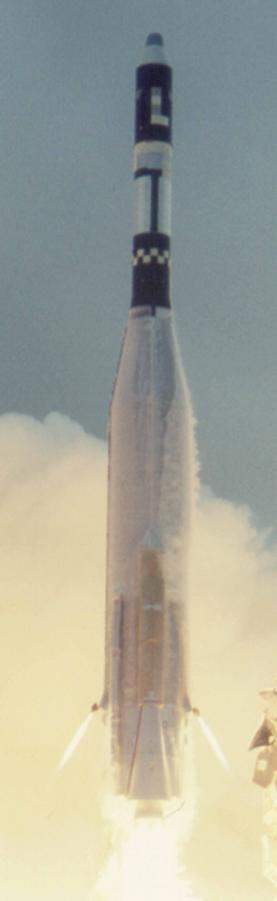
Start rakiety Atlas SLV-3 Agena D z satelitą wywiadowczym Corona KH-7 24 i Pickaback 5